# Тирнава (Сібіу)
Тирнава (рум. Târnava) — село у повіті Сібіу в Румунії. Адміністративний центр комуни Тирнава.
Село розташоване на відстані 235 км на північний захід від Бухареста, 40 км на північ від Сібіу, 88 км на південний схід від Клуж-Напоки, 115 км на північний захід від Брашова.

## Населення
За даними перепису населення 2002 року у селі проживали 2212 осіб.
Національний склад населення села:
| Національність | Кількість осіб | Відсоток |
| -------------- | -------------- | -------- |
| румуни         | 1444           | 65,3 %   |
| цигани         | 656            | 29,7 %   |
| угорці         | 71             | 3,2 %    |
| німці          | 41             | 1,9 %    |

Рідною мовою назвали:
| Мова      | Кількість осіб | Відсоток |
| --------- | -------------- | -------- |
| румунська | 2031           | 91,8 %   |
| циганська | 91             | 4,1 %    |
| угорська  | 60             | 2,7 %    |
| німецька  | 30             | 1,4 %    |